# 為替レート断絶パズル
為替レート断絶パズル（かわせれーとだんぜつぱずる、英: The exchange-rate disconnect puzzle）とは、国の時系列データにおいて、為替レートと国のあらゆるマクロ変数の相関が弱いこと。

## 概要
為替レートは自国通貨と外国通貨の相対価格であり、多くの経済取引に影響する重要なマクロ経済変数である。それにもかかわらず、為替レートが他のマクロ経済変数と相関がないことは理解し難いパズルと言える。初期の研究では、マクロ経済のファンダメンタルズを用いて予測することが非常に難しいことが指摘されている。また、固定相場制から変動相場制に移行すると、名目為替レートと実質為替レートの変動が大きくなるにもかかわらず、マクロ経済変数の変動は固定相場制のときに比較してほとんど変化がないことも指摘されている。

## 国際経済学上の位置づけ
モーリス・オブストフェルドとケネス・ロゴフは国際経済学における6つのパズルの1つとしてこの為替レート断絶パズルを挙げている。

## パズルに対する説明
モーリス・オブストフェルドとケネス・ロゴフは、為替レートは変動が非常に大きい一方で、利子率やGDPなどの他のマクロ経済変数は変動が小さく、両者の変動の違いをモデルを用いて説明することが困難であることを指摘している。そして、この変動の差異を説明するには、例えば貿易財と非貿易財を導入し、さらに名目価格が粘着的（あるいは硬直的）なモデルを考えることを示唆している。これによって、為替レートが変動しても、短期的には国の物価水準には大きな影響はなく、他のマクロ経済変数にも影響しないことになる。
初期の研究で為替レート断絶のパズルが観察されたのは、その研究において（１）前向きな（forward-looking）為替レート決定要因を考慮していなかったこと、（２）国家間の利子率が等しくなり得ないこと、（３）為替レートは経済主体の期待収益に対する期待に大きく影響されること―などを考慮していないから発生したものであると指摘している研究もある。